# Bulgan (Bulgan)
Pour les articles homonymes, voir Bulgan.
Bulgan (en mongol : Булган) est un sum et la capitale de l'aïmag (province) de Bulgan, en Mongolie. Elle comptait 12 323 habitants en 2008.
Bulgan est située à 268 km — 330 km par la route — au nord-ouest d'Ulaanbaatar, la capitale de la Mongolie.